# Dendrostreptus macracanthus
Genre
Espèce
Synonymes
- Spirostreptus macracanthus Attems, 1914
(protonyme)

Dendrostreptus macracanthus, seule représentant du genre Dendrostreptus, est une espèce de mille-pattes diplopodes de la famille des Spirostreptidae.

## Description
C'est un long mille-pattes cylindrique, à la cuticule d'un noir luisant et aux pattes jaunes.

## Distribution et habitat
Cette espèce est originaire de Tanzanie, où elle a été découverte dans les monts Usambara. Elle est arboricole.

## Dendrostreptus macracanthuset l'Homme
Parmi les myriapodes cette espèce est particulièrement appréciée des terrariophiles.